# Drosera occidentalis
Drosera occidentalis este o specie de plante carnivore din genul Drosera, familia Droseraceae, ordinul Caryophyllales, descrisă de Morr..
Este endemică în:
- Ashmore-Cartier Is..
- Western Australia.

## Subspecii
Această specie cuprinde următoarele subspecii:
- D. o. australis
- D. o. occidentalis
- D. o. microscapa
- D. o. occidentalis

## Galerie